# Toque

Il (o, più propriamente, la) toque, letteralmente tocco (in francese al femminile), è un termine usato nel campo dell'abbigliamento per indicare una tipologia di berretti.

## Etimologia e storia
La parola toque deriva dal termine la toque - femminile, appunto - e cioè la lunga parrucca dei nobili di Spagna e Francia a partire dal XV secolo. Successivamente il termine passò a indicare berretti che soprattutto indicavano una carica, un titolo, una professione: ad esempio il tocco del giudice, oppure il tocco accademico, oppure ancora la Toque blanche, cioè il berretto da cuoco.
Oggi il termine è passato invece a indicare il moderno berretto floscio invernale, noto anche come zuccotto, in lana, lavorato a mano o in fibre sintetiche, cui principale scopo è proteggere dal freddo. Tuttavia, questo tipo di forma era conosciuta già nell'Europa del XII e XIII secolo. Dunque, ritornò in voga alla fine dell'Ottocento, quindi negli anni venti-trenta come capo femminile elegante, spesso adornato con una pietra preziosa o una piuma al centro. In questo senso lo stile del toque è molto simile a quello della cloche. Di linea normalmente molto semplice, esso può essere dotato di due copriorecchie (che lo rendono simile al chullo), o di un pon pon in cima. Il bordo inferiore può essere risvoltato su sé stesso, per permettere all'indossatore di vestirlo aderente al cranio, o eventualmente può essere indossato più largo. 
In tempi recenti il toque floscio per riparare dal freddo è tornato come tipo di abbigliamento casual e sportivo unisex.